# 通邢·塔马冯
通邢·塔马冯（老挝语： Thongsing Thammavong，1944年4月12日—），老挝政治家。他是老挝人民革命党党员。原老挝政府总理、国会主席、老挝人民革命党政治局委员，現任老撾人民革命黨中央委員會顧問。

## 生平
通邢·塔马冯于1944年出生在老挝北部的华潘省。1959年参加老挝革命（老挝内战）。1963年担任华潘省教育界的官员，后来逐渐升迁。1976年老挝人民民主共和国成立后担任教育部组织局长直到1982年。
1983年，被政府总理凯山·丰威汉任命为文化部部长直到1988年。1989年5月担任最高人民议会副主席兼宪法起草委员会委员。1991年当选政治局委员，代行最高人民议会主席职务。1992年当选党中央组织部部长一职，2001年卸任。2002年至2006年担任万象特别市市长兼市委书记。2006年当选国会主席。
2010年12月23日，老挝政府总理波松·布帕万突然辞职。同日，通邢·塔马冯接替他擔任老挝政府总理。